# Chiesa di Sant'Antonio Abate (San Daniele del Friuli)
La chiesa di Sant'Antonio Abate si trova a San Daniele del Friuli.

## Storia

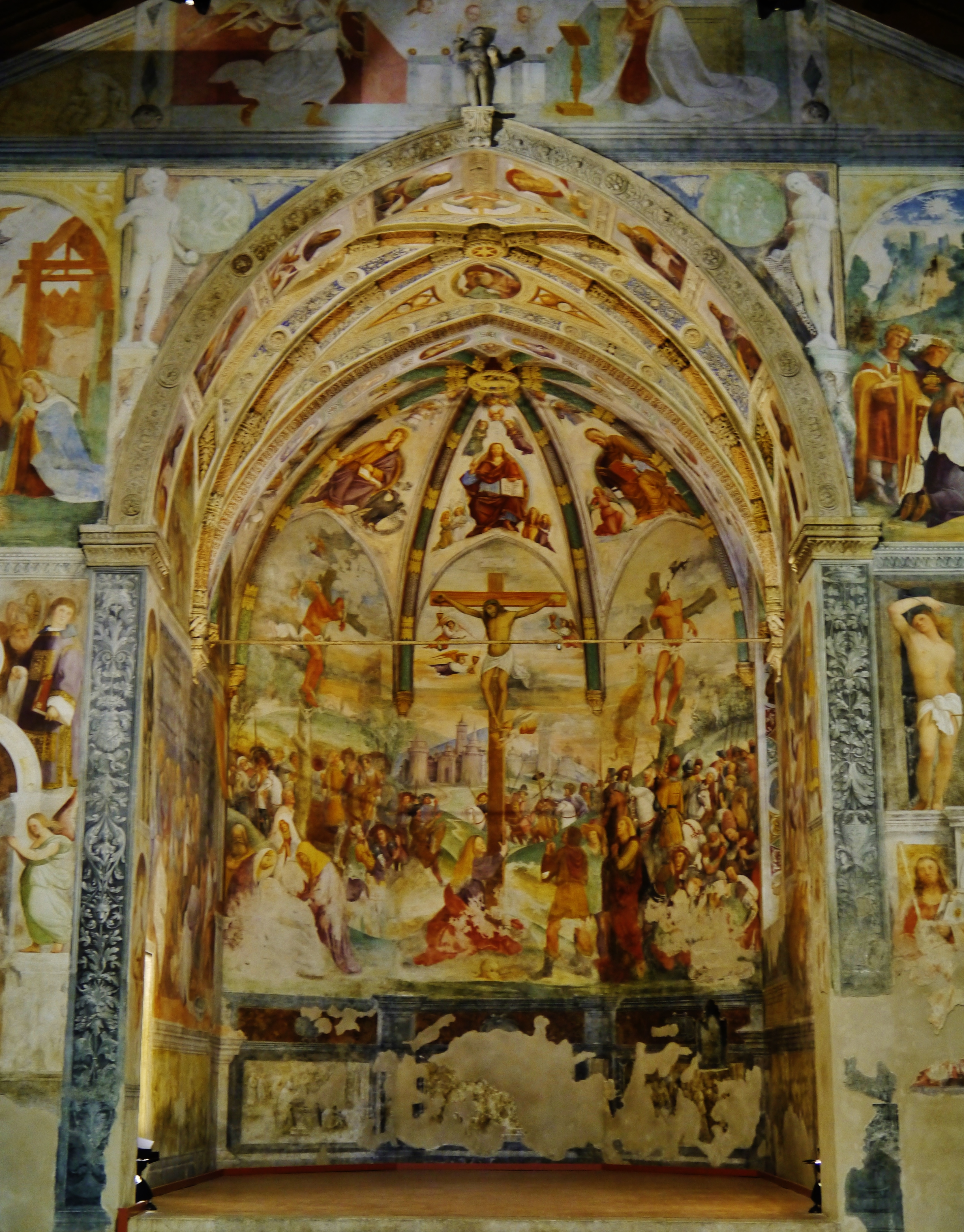
Il presbiterio, con la Crocifissione di Pellegrino da San Daniele

Le prime notizie su questo tempio risalgono al 1308, anno in cui venne nuovamente consacrata. L'edificio fu danneggiato dal terremoto del Friuli del 1348 e quindi ristrutturato ed ampliato con l'abside e la sacrestia.
La facciata in pietra d'Istria venne realizzata nel 1470 sotto il rettore Emiliano Cimbriaco: di stile tardo-gotico veneziano, possiede un suggestivo rosone traforato con scolpita una Maternità e vetrate a mosaico, tra le prime ad essere realizzate in Friuli.
Nella lunetta sopra il portale si trovano le raffigurazioni di Sant'Antonio abate tra San Giovanni Battista e Sant'Antonio da Padova.
Nel corso della Seconda Guerra Mondiale l'edificio riportò danni superficiali, aggravati poi dal terremoto del 1976; in seguito si provvide a un accurato ripristino cumulativo.

## Descrizione
La chiesa è ad unica navata, parte della quale, assieme al coro e all'arco trionfale, è coperta da tre cicli di affreschi: i primi due sono stati realizzati da Vitale da Bologna verso la fine del Trecento, mentre il terzo fu splendidamente affrescato da Martino da Udine, detto Pellegrino da San Daniele, il quale vi lavorò in diverse fasi dal 1497 al 1522.
Nella volta del coro sono raffigurati Profeti ed Evangelisti, nella parete di fondo una Crocifissione, mentre nei sottarchi ancora figure di Profeti.
Lungo le pareti del coro, nell'arco trionfale e a sinistra sono rappresentate le Storie di Sant'Antonio abate e di Cristo, ove sono presenti ancora tracce del ciclo più antico con scene dell'Infanzia di Cristo.

## Galleria d'immagini

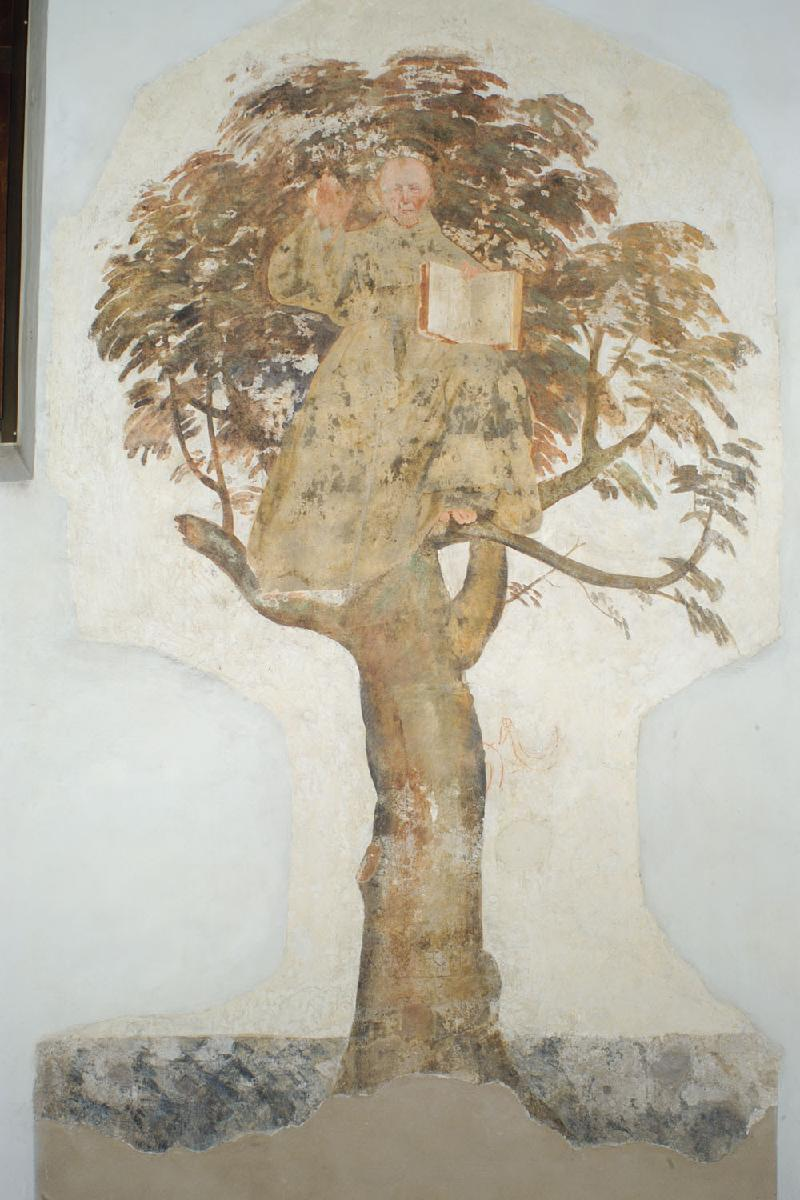
Pellegrino da San Daniele, Sant'Antonio di Padova predica dall'albero
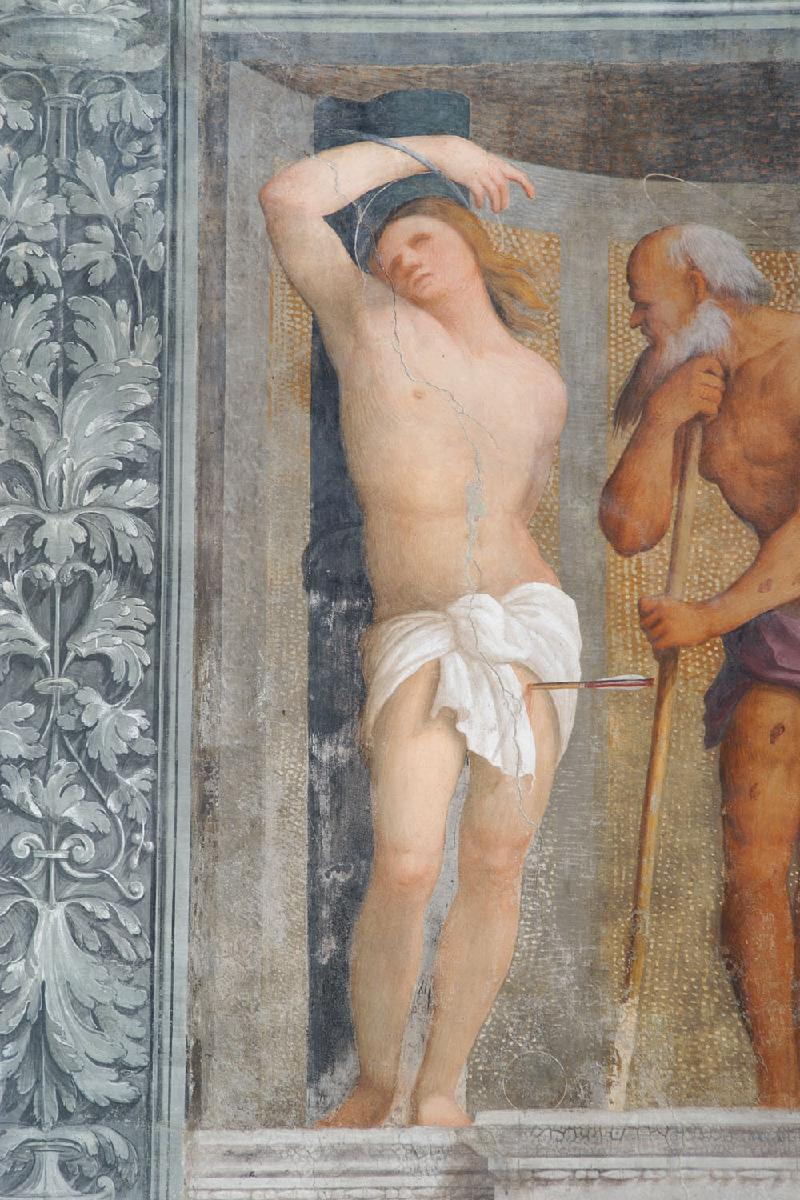
San Sebastiano
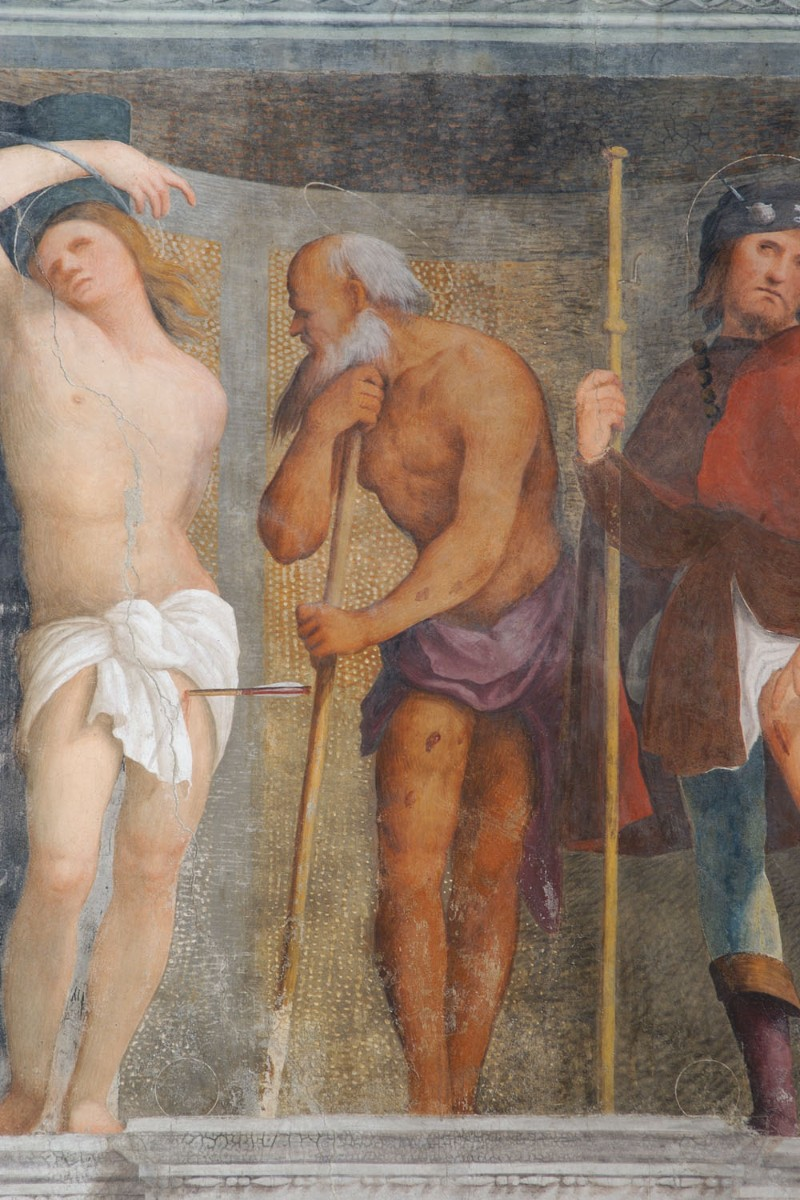
San Lazzaro
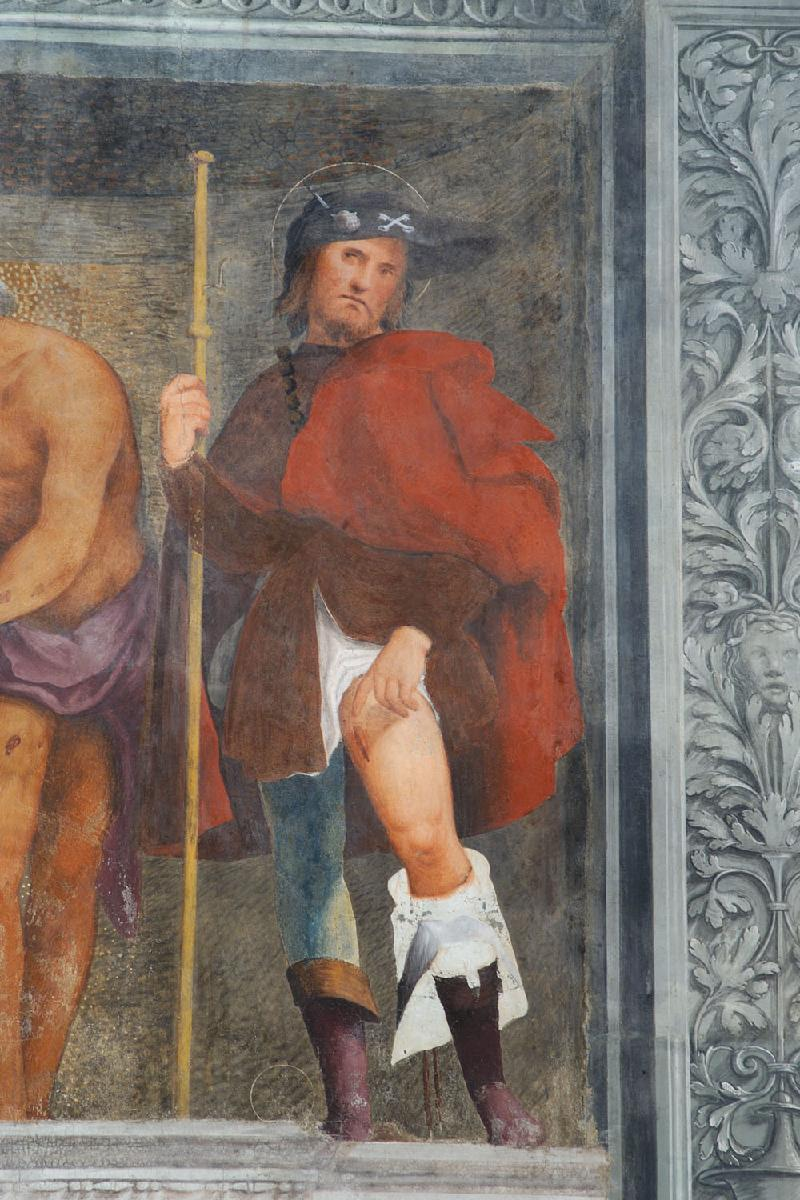
San Rocco
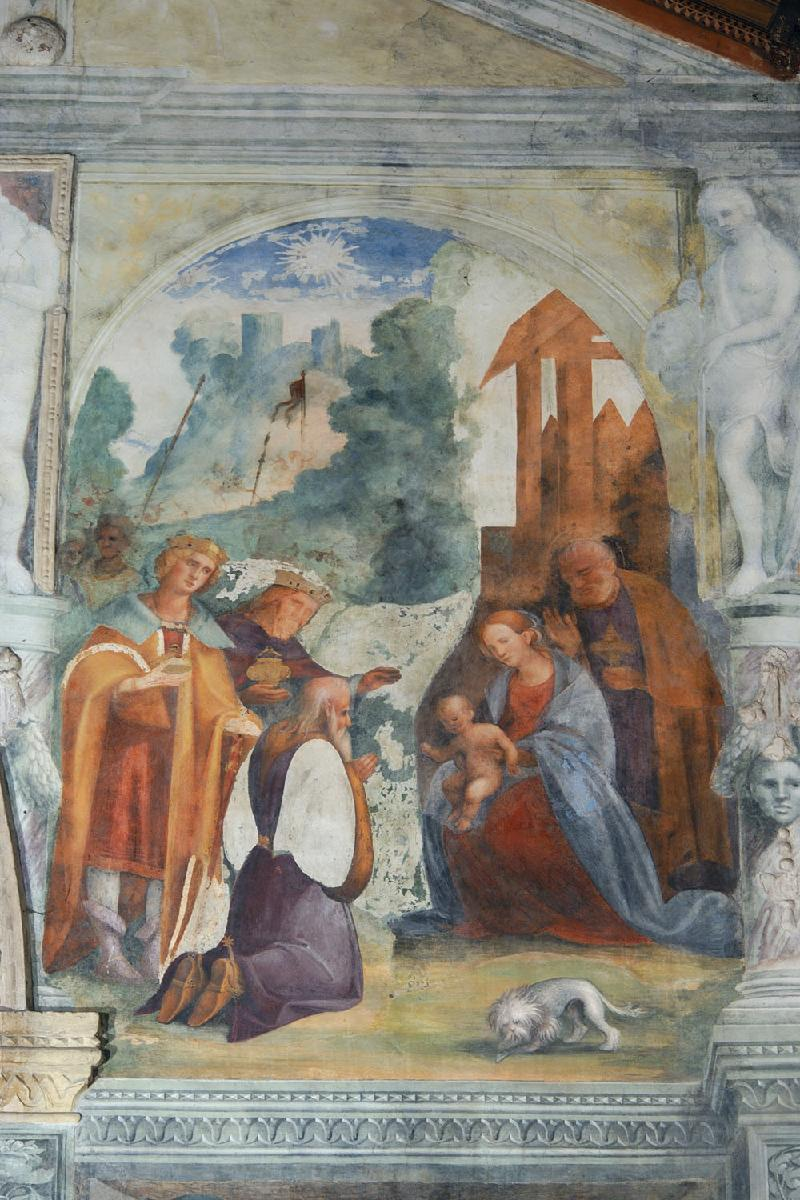
Adorazione dei Magi
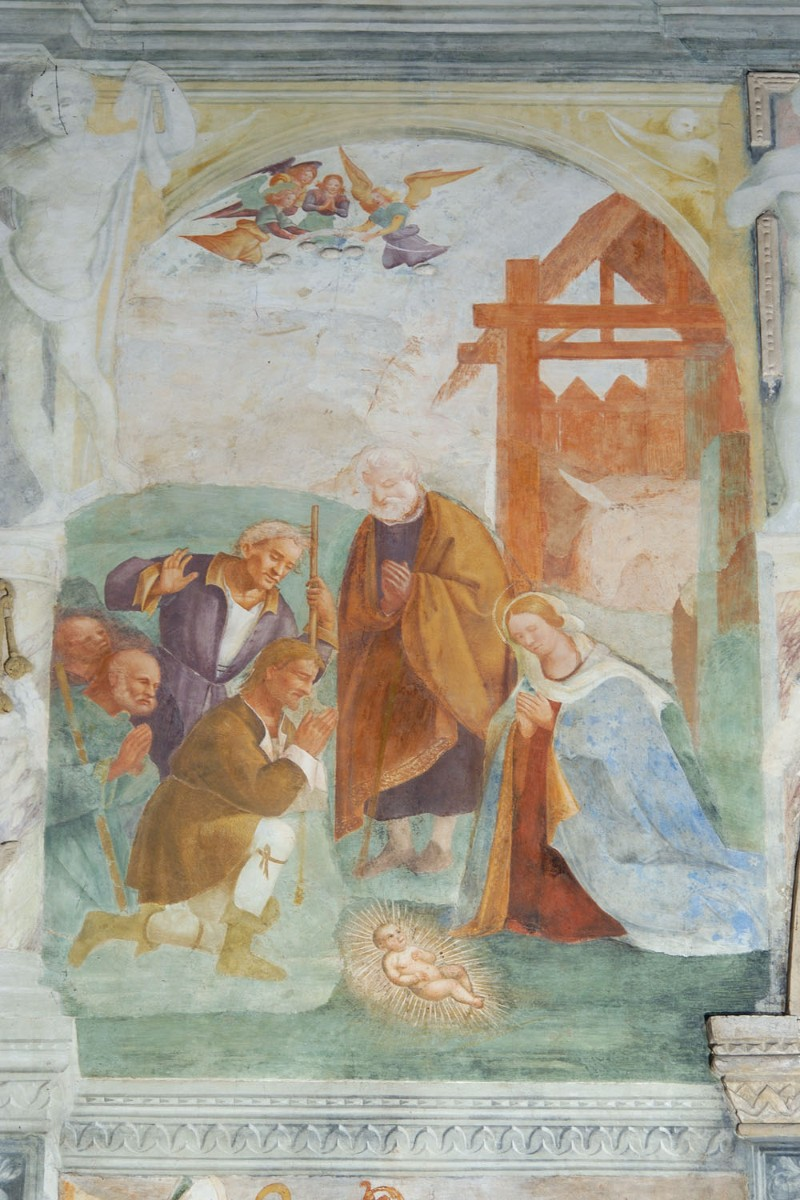
Adorazione dei pastori